# کریم‌آباد (ارسنجان)
کریم‌آباد روستایی در دهستان علی‌آباد ملک بخش مرکزی شهرستان ارسنجان استان فارس ایران است.

## جمعیت
بر پایه سرشماری عمومی نفوس و مسکن در سال ۱۳۹۵ جمعیت این روستا کمتر از ۳ خانوار بوده‌است.